# Slika, ki je ni
Slika, ki je ni (v francoščini: L'Image manquante, v angleščini: The Missing Picture) je kamboško-francoski avtobiografsko-esejistični dokumentarni film iz leta 2013, ki ga je režiral v Franciji živeči kamboški režiser Rithy Panh.
Njegova osrednja tema je režiserjevo življenje v času režima Rdečih Kmerov, na t.i. poljih smrti. Njegova družina in sorodniki so bili žrtev kamboškega genocida. Po vdoru vietnamske vojske je pobegnil na Tajsko. Ljudi predstavljajo grobo rezbarjene, ročno poslikane in toge glinene figurice v jukstapoziciji s črno-beli arhivski posnetki,  prizori iz kamboških igranih barvnih filmov iz časov pred revolucijo ter rabo zvoka. Zgodbo podaja stalni pripovedovalec v offu, ki govori v Panhovem imenu.
Naslov je navdihnilo dejstvo, da njihovo trpljenje ni bilo posneto na filmski trak. Pred tem filmom Panh ni želel govoriti o svoji izkušnji in nasploh ni želel posneti jokavega pričevanja. S svojim filmom ni želel dati lekcije Kitajski, ZDA, Franciji ali kateri drugi državi, ampak hoče, da bi bil film razumljen kot meditacija. S soscenaristom, francoskim pisateljem Christophejem Bataillejem, je pred snovanjem filma izdal avtobiografsko knjigo The Elimination.
Na filmskem festivalu v Canessu 2013 je zmagal v kategoriji Un Certain Regard.
Bil je deležen primerjav s filmi Nuit et brouillard (dokumentarni, Alain Resnais, 1956), Superstar: The Karen Carpenter Story (eksperimentalni dramski, Todd Haynes, 1987), The Gleaners and I (dokumentarni, Agnès Varda, 2000), Valček z Baširjem (animirani dokumentarni, Ari Folman, 2008), Teater ubijanja (dokumentarni, Joshua Oppenheimer, 2012), Camp 14: Total Control Zone (dokumentarni, Marc Wiese, 2012) in Heart of a Dog (Laurie Anderson, 2015) ter stripi Maus (Art Spiegelman, 1980–1991) in Persepolis (Marjane Satrapi, 2000–2003).

## Zgodba
Rithyja Pana in njegove bližnje je prizadela že državljanska vojna. Njihova situacija se je še poslabšala, ko so Rdeči Kmeri 17. aprila 1975 zasedli njihov domači Phnom Penh. Takrat je bil Rithy star 11 let in v očeh mladih vojakov je videl, kako ga prezirajo kot svojega sovražnika. Njegov brat je takrat izginil, najverjetneje zaradi dolgih las in izvajanja zahodnjaške glasbe. Njihova hiša je kasneje postala igralnica, bordel, nato pa karaoke klub. Izselili so jih v neurejena delovna taborišča, kar se je mu je zdelo mučno tudi zaradi takratne suhe sezone. Razvažali so jih kot živino in bili so lačni in žejni. Na cilju so jih postrigli in jim odvzeli vse imetje, tudi očala, ročne ure, knjige in igrače, ki pripadnikom Rdečih Kmerov niso bili prepovedani. Dobili so črna oblačila, lahko so posedovali le žlice, ker so bili krožniki »individualistični«. Tudi to pravilo za Rdeče Kmere ni veljalo. Avtomobili so bili kot simboli kapitalizma predelani v stroje za poganjanje vode po namakalnih kanalih. 
Kot »novi ljudje«, kot so »stari ljudje« imenovali izobražence in pripadnike višjih slojev, so bili deležni prevzgoje in obljub o svobodni prihodnosti brez lakote, bogatih in revnih, ko bodo starejši hranjeni s stroji. Rithy je vanje hitro podvomil, saj so bili velikokrat soočeni s sušo, njihovi vsakodnevni obroki riža so postopoma postali zelo majhni, bolni in neposlušni pa so bili kaznovani polovičnimi obroki ali lakoto. Prizadelo ga je, ko je videl, da »stari ljudje« dobro jedo in živijo v udobnih bivališčih. Ko je pil blatno vodo, se je počutil ničvrednega in zdelo se mu je, da se mu bivoli posmehujejo. Slogane, ki so slavili Rdeče Kmere in njihovo novo državo, Demokratično Kampučijo, so delavcem na poljih vbijali v glavo tudi prek zvočnikov. Včasih so morali delati tudi ponoči, ob neonskih lučeh. Niso si smeli sami iskati hrane, zato so naskrivaj lovili ribe, kuščarje, insekte in podgane ter kopali za koreninicami, kar je Rithy občutil kot razčlovečenje. Leta 1978 so poplave Rithyju in njegovim tovarišem prinesle kokošja jajca in velik kup posušenega riža, kar je bila redka priložnost za ublažitev hude lakote.
Rithyjev oče je bil učitelj in vladni uslužbenec, ki se je zaradi odraščanja v revščini boril za to, da bi revni otroci hodili v šolo in se tako osvobodili. Rekel je, da je človek in da ne bo jedel živalske hrane, in iz protesta je nehal jesti, česar njegov sin ni mogel razumeti. Rithyjevo mater je prizadelo, da njen mož ni bil deležen spokojnega tradicionalnega pogreba s svojimi prijatelji, ampak so ga le zagrebli v zemljo. Pred Rdečimi Kmeri ni želela jokati. Sama se je želela boriti, hodila je več ur na dan, da bi svojim zagotovila čisto vodo, vendar je zbolela in umrla v eni od lesenih zgradb, ki so nadomestile bolnišnice. V njih ni bilo zdravstvenega osebja in »kapitalističnih« zdravil, bolni so ležali na lesenih deskah in prejemali domače zvarke v Coca-Colinih steklenicah in injekcije kokosove vode. Še prej je izvedela, da je tam umrla njena hči. Rithy se je ob njeni smrti zavedel, da je ostal sam. Kasneje je pomagal v eni takih ustanov, od koder se spomni krikov, množičnega umiranja, nosečnice, ki je umrla, ker ni mogla roditi, od črvov razjedenih ran ter vonja po gnilem in vlažnem mesu. Pokopaval je mrtve.  
Pred obupom se je reševal s sanjarjenjem in lepimi spomini. Ni ga prizadela le lakota, ampak tudi odvzem medčloveških odnosov in siljenje ljudi v molk. Imel je namreč dober odnos s sorojenci in sorodstvom in ljudje v Kambodži so nasploh zelo družabni, zaradi česar njihov obisk tržnice ni le nakup hrane, ampak tudi zelo čustveno spletanje odnosov. Bil je sit svojih črnih oblačil in bose hoje po vodi, ki je bila naporna tudi zaradi podhranjenosti, zaradi česar je večkrat padel. Ob visoki vlagi in močnem deževju je z drugimi redčil džunglo in moral je spati v mokrih oblačilih. Moti ga razlaga, da se ljudje niso uprli zlorabam zaradi budističnih načel. Sam pravi, da se ni mogel upreti, ker je bil lačen, izgubljen, seljen iz enega delovišča v drugega in opremljen le z žlico.  
Rithy je videl, kako so Rdeči Kmeri zmanipulirali ljudi, da so se obrnili proti svojim družinam. Neka mama je svoje tri otroke podvrgla smrti zaradi podhranjenosti, ko jim ni dovolila na skrivaj pojesti ukradene koruze, češ da ne kradejo. Žensko, ki si je nabrala mango, je njen devetletni sin obsodil na smrt s suhoparnimi propagandnimi gesli.
Poleg uničenja zdravstva omeni še zaprtje šol, kinematografov in knjižnic ter uboje in deportacije delavcev filmske in glasbene industrije. Kljub preziru do umetnosti se Rdeči Kmeri niso odpovedali filmu. Ljudem v deloviščih so predvajali zelo slabe amaterske filme, ki so slavili goloroko borbo proti imperialistom in v njihovih filmih so se siti in zadovoljni ljudje pretvarjali, da imajo v Kambodži bogato žetev. Rithy predstavi še propagandne posnetke v Franciji izobraženega Pol Pota, v katerih ta goji svojo javno podobo dobrovoljnega možakarja, ki ljubi svoj narod in živi skromno v džungelski koči, pa tudi arhivske posnetke zaporov, ob katerih pove, da so ujetnike rezali, bičali, mučili z elektriko in jih prisilno hranili z iztrebki. V seriji prizorov s figuricami prikaže, kako so zapornika, ki je imela zavezane oči in zvezane roke, pripeljali na morišče, ga pritisnili ob tla, zgrabili za lase in z mačeto zarezali v njegov vrat. Pokaže tudi portret mlade zapornice v Muzeju genocida Tuol Sleng (nekdanji zapor S-21), Hout Bophana, ki je nanj napravila vtis, ker uporno strmi v fotoaparat svojih mučiteljev, pa tudi v današnjega gledalca.
Panh je začel neuspešno iskati fotografije usmrtitev, ko je izvedel za priznanje snemalca iz zapora S-21.
Med podporniki režima omeni LR Kitajsko in arhivski posnetek kaže srečanje Pol Pota z njeno delegacijo, v kateri je Zhang Chunqiao iz tolpe štirih. Ošvrkne ignorantski odnos zahodnjaških občudovalcev kamboške revolucije. Proti koncu zavrti svoj intervju v oddaji L'invité na francoskem TV kanalu TV5 s 6. januarja 2012, v katerem pravi, da je bil Pol Pot le človek in da se je pač odločil, da bo šel po poti kriminala. Ob tem si predstavlja, kako oče gleda njegov nastop in ga opozori, da ni spregovoril o revnih. Tako Panh razloži, da je Pol Pot lagal ljudem z družbenega dna, ki so njegovo revolucijo množično podprli zaradi izgube zemlje in silovitega ameriškega bombardiranja, ter da kamboški siromaki ostali na istem, ob čemer pokaže odlomek iz svojega dokumentarca La terre des âmes errantes (2000), ki govori o delavcih, ki kopljejo jarek za prvi kamboški optični kabel.
O Puddhovi prerokbi (Puddh Tomneay v kmerski jeziku), ki jo pripovedovalec omeni ob posnetkih izpraznjenega Phnom Penha, obstajajo pomisleki glede verodostojnosti.

## Galerija
- Panh je kot otrok oboževal plesalke klasičnega kmerskega plesa, članice Kraljevega baleta iz Kambodže. Film se začne s posnetkom plesa apsara, ki ga izvaja kamboška princesa Norodom Buppha Devi v kamboški romantični drami Apsara (1966), ki jo je režiral njen oče, kralj Norodom Sihanuk.[36] Na fotografiji je princesa leta 1965 v  ameriškem filmu o kamboškem kraljevem baletu.[37]
- Ženskam so skrajšali lase do ramen, moški pa so morali biti postriženi na kratko.[38] Fotografija portretov zapornikov je bila posneta v Muzej genocida Tuol Sleng.
- Zaradi prestanih zlorab je Panhu ob pogledu na grb Demokratične Kampučije neprijetno. Na njem namreč ni ljudi, le polja in zgradbe.
- Večino pesmi kamboške popularne glasbe, ki se pojavijo v filmu, poje Sin Sisamouth, nekdaj oklican za kralja kmerske glasbe. Tudi on je postal žrtev Rdečih Kmerov.
- Vietnamski okupatorji so pri zbiranju dokazov o zločinih režima mislili predvsem na lastne interese.[39][40] Fotografija portretov zapornikov je bila posneta v Muzej genocida Tuol Sleng.

## Zasedba
- Randal Douc – pripovedovalec v francoski verziji
- Jean-Baptiste Phou – pripovedovalec v angleški verziji (prevod v angleščino - Letitia Farris Toussaint)

## Ekipa
- Režija, scenografija, scenarij in montaža - Rithy Panh
- Komentar - Christophe Bataille
- Produkcija - Catherine Dussart (produkcijska hiša CDP)
- Glasba - Marc Marder
- Montaža - Marie-Christine Rougerie
- Fotografija - Prum Mésar
- Rezbarjenje figuric - Sarith Mang

## Produkcija
Film je prejel 60.000 evrov iz programa MEDIA (podprogram Kreativne Evrope, programa Evropske unije). Med koproducenti je francoski ARTE France (Martine Saada).
Nastajal je osem mesecev. Panh je piscu Christopheju Batailleju podajal neurejene dele posnetkov in ta je ustvaril komentar. Komentar v francoščini je poklon Panhovemu očetu, ki je ljubil francosko poezijo. Na Panha je vplival film Shoah (1985) Claudea Lanzmanna, ker po njegovem omogoča gledalcu, da vidi skozi besede. V filmu so večkrat prikazani kupi zapuščenih in zarjavelih kolutov 16mm filmskega traku. Panh si namreč poleg snemanja filmov prizadeva za ohranjanje kamboške filmske dediščine. Opozoril je, da filme v državah tretjega sveta ogroža tudi tropsko podnebje.

### Glasbena oprema
V Parizu živeči ameriški skladatelj Marc Marder, redni Panhov sodelavec, je za film napisal glasbo in jo izvedel s prečno flavto, tolkali, klaviaturami, klavirjem in kontrabasom, s prečno flavto je sodelovala Francozinja Catherine Cantin. Marder je kombiniral in elektronsko manipuliral zvoke in pesmi Rdečih Kmerov do skorajšnje nerazpoznavnosti. Panh je dejal, da je prosil za popačenje propagandne glasbe, da bi občinstvo razumelo, kakšno bolečino povzroča v njem. Med uporabljenimi pesmimi Rdečih Kmerov so "Dap Prampi Mesa Chokchey" (uradna himna Demokratične Kampučije) in "Internacionala" v njihovi izvedbi.
Uporabljene so bile še skladbe "We were staring at the sky" (Marc Marder), "In the midnight hour" (v originalu jo poje Wilson Picket, v filmu se pojavi pod naslovom "Kom Yum" v izvedbi Sina Sisamoutha), "Cha Cha Cha" (Pen Ran), "Pel Aun Kleat Tov" (Sin Sisamouth), "Sangsa Somlanh Chet" (Sin Sisamouth), "Tov Hoey Mok Vinh" (Im Song Seum in Houy Meas), "Neng Hey Pros Pros" (Hay Sakhom) in "Cham 10 Kher Teat" (Ros Sereysothea).
Pen Ran, Houy Meas, Ros Sereysothea in Sin Sisamouth so bili pevci kamboške popularne glasbe, ki so postali žrtve genocida.

### Izdelava figuric in maket, njihova postavitev ter raba arhivskega materiala
V filmu je prikazano rezbarjenje glinenih figuric pod rokami takrat 33-letnega Kambodžana Saritha Manga z vzdevkom Toh, ki se je rodil po padcu režima in je otroštvo preživel v Tajskem begunskem taborišču Site 2. Za izdelavo figuric je porabil med 10 in 12 ur na dan. Izdelanih jih je bilo približno 500. Niso bile pečene, ampak posušene na soncu. Kipar se je moral pri prilagajati snemanju filma. Panhu se zdi pomembno zavedanje dejstva, da ima kip v Kambodži dušo in da so kipi Bude za molivce v pagodah živi, ne pa kosi kamna ali muzejski eksponati. Figurica glavnega junaka nosi pisana oblačila kot simbol borbe za ohranjanje samega sebe. Figurice niso bile animirane zaradi prisotnosti smrti v preživelih. Njihovo premikanje je ustvarjeno s kamero. Glina ponazarja zemljo, osnovni zemeljski element, iz katerega so ljudje ustvarjeni in se vanj povrnejo.
Dom Panhove družine je bil po veliko letih, ko se je vrnil, zelo spremenjen in maketa je bila izdelana po spominu. Panh je deportacijo, ki ni bila posneta, prikazal s postavitvijo figuric na fotografije Phnom Penha, ki sta jih napravila vzhodnonemška novinarja Walter Heynowski in Gerhard Scheumann po porazu Rdečih Kmerov proti Vietnamu. Eden od prizorov kaže mladega Panha v studiu med snemanjem filma. Njegov sosed v Phnom Penhu je bil namreč filmski režiser.
V filmu se med drugim pojavijo odlomki iz Panhovih filmov Neak sre (angl. Rice People, igrani, 1994) in La terre des âmes errantes (angl. The Land of the Wandering Souls, dokumentarni, 2000), njegovega intervjuja za TV oddajo L'invité (francoski TV5, 6. januar 2012), kamboških igranih filmov Apsara (Norodom Sihanuk, romantični, 1966) in La Joie de Vivre (Norodom Sihanuk, komični, 1969) ter propagandnega filma Rdečih Kmerov o njihovi šoli za bodoče električarje in zdravstveni oskrbi. Posnetek množice ljudi, ki v polkrogih nosijo košare s skalovjem, je Panh uporabil že v svojem filmu Dutch, Master of the Forges of Hell (2012). Odlomki iz glamuroznih in eskapističnih kamboških barvnih filmov iz časov pred revolucijo simbolizirajo brezskrbno in barvito Panhovo otroštvo v relativno premožnem glavnem mestu, ki je bilo pod močnim vplivom zahoda. V odjavni špici se kažejo prizori ekipe s Panhom, ki pripravljajo diorame. Panh snema Vanna Natha in še enega moškega, ki pregledujeta dokumente iz preteklosti.
Arhivske posnetke je Panh našel po celem svetu.

### Psihološki vidik ustvarjanja filma
Posnetek vala morja, ki se pokaže trikrat, ponazarja preteklost, ki se dviga dviga kot premočan val. Umetnost Panhu pomaga držati vodo nad glavo. Ve za preživelega, ki ni zdržal tega pritiska in je storil samomor. Večini žrtev režima psihoterapija ne pomaga, kar Panh prepisuje kulturnim razlikam in hudi travmi. Snemanje filmov o genocidu mu ne prinaša katarze in ostaja mu neprijeten občutek, podoben krivdi. Francoski psihiater Boris Cyrulnik, sin žrtev holokavsta, je povedal, da je umetnost način, kako govoriti o travmi brez oživitve rane. Figurice so zanj transformacija trpljenja v umetniško delo in način, kako prek tretje osebe povedati zgodbo, ki jo je pretežko povedati osebno. Za Panha je dejal, da bi moral početi nekaj drugega, da ne bi bil več ujetnik kamboške zgodovine. Panh pravi, da je neuspešno poskušal snemati filme o drugih stvareh. Ne zanima ga resnica, ki jo tako ali tako poznajo le rablji in žrtve, bolj pot do nje. Ustvarjanje dokumentarca o Kangu Keku Iewu z vzdevkom Duch ga je spravilo v duševno stisko zaradi Ducheve hladnokrvnosti in manipulativnosti, ki ju je izkusil v pogovorih z njim. Knjiga The Elimination je bila namenjena ponovni izgradnji lastne identitete.

## Predvajanje
Predstavljen je bil 19. maja 2013 na filmskem festivalu v Cannesu. V Sloveniji se je od 21. marca 2014 redno predvajala francoska različica s podnapisi.

## Odziv kritikov

### Avstralija
Jake Wilson (The Sydney Morning Herald) je slog filma primerjal z deli Michela Gondryja. Navidezna nedolžnost kičastih figur, kombinirana s spraskanimi črno-belimi posnetki dobe, se mu je zdela zlovešča. Motilo ga je spoznanje, da se lažno in resnično zamenja, ter da ga bolj ganejo diorame kot pa pripovedovanje iste grozljive zgodbe na neposreden način. Pomislil je, da bi šaljivcu Gondryju za podoben izdelek očitali slab okus. Ni čisto razumel, kaj hoče film s tem doseči. Retorične cvetke so ga začele počasi utrujati in spraševal se je, če njegova čudna metoda gledalcu res približa kamboško preteklost. Odgovoril si je, da Panh morda hoče povedati, da je vsak poskus pripovedovanja o takem trpljenju ponarejanje in izdaja resnice.

### Brazilija
Pablo Villaça (Cinema em Cena) je zapisal, da glinene lutke s svojimi splošnimi obrazi lahko predstavljajo vse ljudi tega sveta in pa neskončno trpljenje, saj so bile žrtve Pol Pota že prej žrtve svojega razreda in mednarodne politike ZDA.

### Kitajska
Yvonne Teh (South China Morning Post) je dala oceno 4 zvezdice in pol. Nekateri dokumentarni posnetki so se ji zdeli bolj surrealistični od rabe figuric. Zmogla je prepoznati jasen Panhov glas v pripovedi Randala Douca.

### Slovenija
Denis Valič (Gremo v kino na 3. programu Radia Slovenia, Radia ARS) je napisal, da je film »eno najbolj domiselnih, hkrati tudi najpretresljivejših dokumentarnih del zadnjih let«. Goodfella (filmski-koticek.blogspot.com) je dal oceno -4. Ob ogledu filma je občutil žalost, razočaranje in jezo, slednjo zaradi licemerja mednarodne skupnosti. Pohvalil je domiselnost kombiniranja propagandnih posnetkov, komentarja in figuric ter izžarevanje avtentičnosti kot posledico avtorjeve zelo osebne vpletenosti v ta projekt. Marcel Štefančič jr. (Mladina) je dal oceno »za +«. Med drugim je napisal, da je bilo protestno stradanje Rithyjevega očeta edini možni uspešni način upora, ker ga Rdeči Kmeri niso opazili, saj se ni razlikoval od nehotenega stradanja. V uporabi propagandnega materiala v samem dokumentarcu vidi dokaz uspešnosti Rdečih Kmerov. Na koncu zapiše: »Tega, kar je v teh filmih glorificiralo teror, te neznosne »fascinantnosti« terorja, se Panh ne bo mogel nikoli znebiti. Rdeči kmeri so leta nič poskrbeli, da bodo za vedno kontrolirali pogled nase in na leto nič.« Nina Cvar (Ekran) je napisala, da je Panhova družina nekakšen označevalec za žrtve Pol Potove diktature. Menila je, da se je avtor izpoveduje prek subjektivne pozicije, ker naj bi model kritične umetnosti zavoljo komodifikacije že povsem izgubil emancipacijski naboj, kar še dodatno prispeva k elegičnemu tonu dokumentarca. V Panhovi uporabi figuric je videla način, »... kako se lotiti ekranizacije množičnih smrti, eksekucij, pobojev v avdiovizualnem režimu globalnega spektakla, ki v neskončnost apropriira subjektivizacijske vektorje, a namesto subjektivizacije producira desubjektivizacijo, ob tem pa spričo svoje protetične tehnične pogojenosti imunizira nasilnost, ki jo sicer sam proizvaja? Gre za pertinenten problem politične in etične konstrukcije podobe, ki sta ga problematizirala že Alan Resnais v filmu Noč in megla ter Claude Lanzmann v filmu Shoah,...«. Prvoosebna izpoved v offu po njenem v sinergičnosti zaživi prav spričo glinenih figuric. V kombinaciji figuric, rabe zvoka in posnetkov predrevolucionarnega glavnega kamboškega mesta je videla pretresljiv avdiovizualni asemblaž in z zlivanjem medijskih form je po njenem Panh pričaral realno, ki je strašnejše od fiktivnega (s čimer je mislila tudi na britanski igrani film Polja smrti). Menila je, da se gledalčeva realnost lahko mestoma izgubi v lastnih tesnobnih labirintih, evociranih s strani režiserjevega pogleda. Po njenem je režiser posnetke Rdečih Kmerov na debordovski način prekucnil in jih vstavil v nov simbolni režim, s čimer pa je retranskribiral realno realnosti. Panhu je očitala manko kontekstualiziranja takratnih širših mednarodnih odnosov, zlasti politike velikih sil, kot sta ZDA in Velika Britanija. Druga polovica se ji je zdela nekoliko razvlečena zaradi vsebinskega ponavljanja in umanjkanja kritike »real politike«. Za izgubo pripovedovalčevega ritma je krivila tudi domala verižno proizvajanje afektirane šokantnosti, ki je gledalec enostavno ne zmore več reflektirati. Na koncu je zapisala: »Toda, ali gre Panhu sploh za politiko? Ali mu ne gre preprosto za uprizoritev posvetila, za oblikovanje elegične podobe - za slikanje slike, ki je ni ....« Radio Študent je zapisal, da »Gre za intimen avtobiografski esej, ki išče, odkriva in prevprašuje manjkajoče slike okrutnega režima Rdečih Kmerov.« in da »Pri tem avtor ne poskuša biti objektiven, ravno nasprotno. Le osebna zgodba lahko da temu krutemu in brezosebnemu času pravo refleksijo.«

### ZDA
Amir Soltani (Movie Mezzanine) je dal oceno A–. Zdel se mu je bolj dodelan in čustveno učinkovit od Teatra ubijanja in Valčka z Baširjem. Andrew O'Hehir (Salon) si je zaželel bolj enciklopedično obravnavo let vladavine Rdečih Kmerov in njenega predolgega branjenja s strani zahodnih levičarjev, npr. Alexandra Cockburna, vendar je razumel Panhov pristop. Christy Lemire (RogerEbert.com) je dala oceno 3 zvezdice. Film jo je z mešanjem različnih medijev spomnil na Teater ubijanja. Omenila je še Valček z Baširjem. Inovativnemu pristopu pri pripovedovanju je očitala, da ob ogledu sčasoma zbledi in postane odvečen in naporen. Pripoved Randala Douca se ji je zdela hipnotična v svoji intimni monotonosti. David Wallechinsky (World Film Rewievs) je najprej napisal, da je Kambodžo obiskal leta 1988 in da je mu takrat vodička povedala, da film Polja smrti (1984) ne prikazuje, kako hudo je zares bilo. Film Slika, ki je ni ga ni prepričal in želel si je, da bi več pozornosti dobil Lost Loves (2010), igrani kamboški film na isto temo. Derek Smith (Tiny Mix Tapes) je dal oceno 3 in pol zvezdice od petih. Želel si je več poglobitve v posebnosti Rdečih Kmerov. Entertainment Weekly je dal oceno B+ in zapisal, da je film videti, kot bi bile vojne grozote uprizorjene s figuricami LEGO. Gerard Raymond (Slant Magazine) je napisal, da pripoved občasno izgubi svoj fokus in postane razvlečena. Simbolično prikazovanje zarjavelih filmov in butanja valov se mu je zdelo ponavljajoče, občasna razlaga iz zgodovine pa prešibka za resnejši vpliv. Avtorjeva osebna zgodba ga je najbolj prepričala. Jesica Kiang (blogs.indiewire.com) je dala oceno B. Všeč so ji bile figurice, ki so jo spominjale na igrače, Golema in spomenike. Pripovedovalcu je očitala, da s svojim intelektualiziranjem in filozofiranjem škoduje čustveni učinkovitosti prikaza grozot. Marderjeva vseprisotna glasba ji je šla na živce, ker jo je stalno opominjala, kaj bi morala čutiti. Jonathan Romney (filmcomment.com) je napisal, da je prizor s čutno plesalko drugačen od vsega ostalega. Figurice so se mu s potekom filma zdele manj nerodne in naivne in spomnile so ga na Fucking Hell, instalacijo bratov Chapman na temo holokavsta. Njihovo preprosto postavitev je razumel kot kritiko lažne preprostosti sanj Rdečih Kmerov, igračast videz pa kot posledico tega, da je Panh doživel grozote pri samo 11 letih, ko ni mogel razumeti vzroka zanje. Primerjal jih je z igračami, ki jih terapevti dajo zlorabljenim otrokom, da se ti lažje odprejo. Postavitev figuric v staro fotografijo Phnom Penha ga ni prepričala. Komentar ga je s svojo divjo, divjo melanholično poezijo spomnil na besedilo Jeana Cayrola za Night and Fog (Nuit et brouillard). Justin Chang (Variety) je napisal, da bi film dobil pozornost tudi brez cannske nagrade. Pripoved se mu je občasno zdela grenko ironična. Manohla Dargis (The New York Times) je film označila za briljantnega. Ob brechtovskem nameščanju figuric je pomislila na film Superstar: The Karen Carpenter Story, kjer je smrt pevke Karen Carpenter ponazorjena z lutkami Barbie. V primerjavi z njim se ji zdijo figurice v tem filmu bolj trezne, iskrene, ganljive in grozljive (prikaz štrlečih reber). MaryAnn Johanson (flickfilosopher.com) je zapisala, da je film težko gledala tudi zato, ker je film ni potegnil vase tako, kot bi si Panh želel. Omenila je humorno omembo »prevzgoje« kapitalističnih avtomobilov. Nick McCarthy (Slant Magazine) je dal 3 zvezdice od 4. Zmotil ga je manko zgodovinske lekcije in pa jasne strukture, zaradi česar sicer domiselni in inteligentni esejistični govor občasno meji na zapletenega. Michael O’Sullivan (The Washington Post) je dal oceno 4 zvezdice. Zdelo se mu je neverjetno, kako ganljivi so lahko preprosti modeli. Opozoril je, da kljub uporabljeni tehniki film ni otročarija. Zdelo se mu je koristno, da se večina filma zdi kot sanje. Patrick Gamble (CineVue) je dal oceno 4 zvezdice od 5. Napisal je, da figurice omogočajo, da si gledalec v Panhovi situaciji lahko predstavlja sebe, svojo družino in prijatelje ter ga tako razume. Raba simboličnih podob valov in razpadajočih filmov se mu je zdela malce prisiljena, vendar ga to ni preveč motilo zaradi avtorjeve sposobnosti v popolnosti artikulirati grozodejstva, ki jih je doživel. Ron Wilkinskon (itsjustmovies.com) je dal oceno 9 od 10. Po koncu filma je še zmeraj čutil prikazan teror in vprašal se je, če bi se to lahko zgodilo kjerkoli in komurkoli. Scott Tobias (The Dissolve) je dal oceno 4 zvezdice in pol ter zapisal, da Panh k preteklosti ne pristopa kot zgodovinar, ampak kot izjemno vitalen umetnik. Stuart Klawans (The Nation) je v slogu filma videl prikaz izgubljenega otroštva. The Hollywod Reporter je simbolične posnetke valovanja oceana označil za neuporabne in moteče, avtorska glasba pa ga je prepričala kot predstavnica preživelega, ki ni pozabil in ni oprostil. Tim Grierson (Paste) je dal oceno 7,2. Figuricam je očital, da izgubijo svežino in odmaknejo gledalca od prikazanih grozot, vendar je Panhu priznal, da se je z njimi izognil izumetničeni predstavi živih igralcev ter z nemimi obrazi učinkovito prikazal tišino, vsiljeno s strani represivnega režima.

### Združeno kraljestvo
Dan Fainaru (screendaily.com) je napisal, da se mu vse retorične cvetke, podane z melanholičnim glasom Randala Douca, ne zdijo potrebne, vendar je priznal, da so močnejše od podob na ekranu. Evening Standard je dal oceno tri zvezdice od petih. Pretirani ljubezni do abstraktnega govorjenja je očital, da prepreči gledalčevo sočustvovanje s Panhom. Želel si je izvedeti več o njegovi družini. Mike McCahill (Metro) se je ob filmu spomnil na judovski mit o Golemu, bitju, ustvarjenem iz gline. Tom Birchenough (The Arts Desk) je dal oceno 4 zvezdice od 5. V filmu je videl kombinacijo zgodbe v slogu Aleksandra Solženicina, vizualnega stila v slogu Marca Chagalla in meditativnega komentarja v slogu filma The Gleaners and I Agnès Varda. Ob morskih valovih je pomislil, da morda spirajo podobe, tako kot veter odnaša besede v The Wind Blows Away Our Words (1987), knjigi o mudžahedinski vojni v Afganistanu, ki jo je napisala Doris Lessing. Trevor Johnston (Time Out) je dal oceno pet zvezdic. Napisal je, da ne gre še za en arthouse film.

## Pogled raziskovalcev

### Razlaga političnega in ekonomskega konteksta
Kamboški dekolonizacijski proces se je izjalovil. V Vietnamu se je odvijala posredniška vojna med Sovjetsko zvezo in ZDA, v regiji je potekal trd boj med kapitalizmom in socializmom. Vietnamska vojna se je razširila v Kambodžo zaradi zavezništev in kraljevih slabih odločitev.
Starejši Kambodžani se spomnijo obdobja kralja in kasnejšega premierja Norodoma Sihanuka kot časa relativnega mirnega miru in blaginje, ko je država lahko hranila samo sebe in je cvetel majhen trgovski sektor, ter je bila nevtralnost do zahodnih sil dosežena z zavezništvom s Kitajsko in Severno Korejo, vendar je bil vsestransko umetniško ustvarjalni Sihanuk tudi represiven, kar je vodilo do puča med njegovim obiskom v Moskvi s strani premiera Lon Nola. Sihanuk je poleg tega, tako kot Shakespearov kralj Lear, prodal svojo državo komunistični Kitajski, ko je leta 1965 znotraj svojega teritorija dovolil Viet Congu postavitev svojih baz. Pol Pot je odigral vlogo Macbetha. Kasneje je bil Sihanuk lutka režima Rdečih Kmerov.
Do vzpona Pol Potovega marksistično-stalinističnega birokratskega režima je pripeljalo ameriško bombardiranje območij pod nadzorom komunistov, kar je pomorilo pol milijona civilistov. To je pripeljalo do negativnega dojemanja imperialističnih ambicij v jugovzhodni Aziji. Ameriška specialna operacija kot pomoč Lon Nolovim silam je bila posledica Sihanukovega pakta s Kitajsko in Severno Korejo. Britanski novinar William Shawcross je to imenoval Nixonova ilegalna vojna s Kambodžo.
Pred revolucijo je bila država do neke mere del tretjega sveta. Večina Kambodžanov je bilo revnih podeželanov, etnični manjšini Kitajcev in Vietnamcev pa sta nadzorovali trgovanje v mestih, zaradi česar so se šalili, da je kralj edini pravi Kambodžan, ki živi v Phnom Penhu. Etnični Kambodžani niso imeli iste mentalitete, kot kitajski in vietnamski priseljenci, in njihova organizacija je temeljila na družini, ne pa na abstraktnem pojmu družbe, zaradi česar so se od vseh držav jugovzhodne Azije zdeli najmanj dovzetni za komunistično revolucijo. V knjigi The Elimination Panh opiše francosko kolonialno vladavino v Kambodži kot kruto in nepravično, pri čemer poudarja zlasti, da je zanemarila premostitev intelektualne in gospodarske vrzeli, ki je ločevala mesta od podeželja, kar so Rdeči Kmeri kasneje nameravali rešiti z ustanovitvijo egalitarne, na kmetijstvu temelječe socialistične države.
Vietnamska intervencija nima zveze z branjenjem človekovih pravic, Rdeči Kmeri so bili povezani z vojsko Severnega Vietnama. Vietnamski okupatorji so organizirali sojenja bolj zaradi nagajanja ZDA in Kitajski. Rdeči Kmeri so še nekaj časa držali kamboški sedež v Združenih narodih.

#### Vpliv režima na kulturo in kmetijstvo
Evakuacija mesta naj bi bila prvi korak do očiščenja družbe skorumpirane buržoazije, vendar je med njo umrl le majhen del mestne populacije, večinoma osebje premagane vlade Lon Nola. Praznjenje urbanih središč je bilo le preludij popolne reorganizacije družbe. Poleg izobražencev in umetnikov so ubijali pripadnike vietnamske in kitajske manjšine ter kristjane, muslimane in budiste. Režim je bil odločen uničiti kapitalistično strukturo in kulturo, ki je le to vzdrževala.
Samostani in templji so bili uničeni, menihe se je ubijalo in pošiljalo v taborišča. Z uničenjem templjev se je izgubil star pepel umrlih. Pod Rdečimi Kmeri so bile tkanine tako redke, da so jih iskali s preiskovanjem grobišč, ker so bila trupla zavita vanje. Tempelj, imenovan wat, predstavlja prehod od kaosa k redu in omogočajo žalovanje. Mrtvi v jugovzhodni Aziji niso le duhovi, ampak predstavljajo družbene akterje, ki bolj kot spomin zahtevajo materialno oskrbo. Ponudi se jim bivanje v hišicah za punčke, napolnjenih z vsakdanjimi predmeti, in prenesenih v tempelj. Morda je na ta običaj mislil Panh, ko je v filmu rekonstruiral svoj nekdanji dom in vanj postavil figurice umrlih članov družine. V primerjavi z zahodnjaškim poudarjanjem pomembnosti zdravljenja travm s pričevanjem se v Kambodži s smrtjo sooči aktivno in z materialnimi obredi zaščite. Truplo se razkosa, kosti očisti in razdišavi, sežge in ponovno zakoplje v novo zemljo. V Panhovem filmu La terre des âmes errantes starec komentira nehoteno najdbo kosti žrtev režima, da se bodo vrnili in jih strašili. Delavec, ki te kosti najde, gre s svojo družino v najbližjo pagodo, da jih menih z obredom zaščiti pred temi nevidnimi bitji.
Panhov film The Rice People ne govori o kamboškem genocidu, ampak o tragični usodi pridelovalcev riža, vendar je vključitev njegovega odlomka v ta film smiselna, saj so pod režimom Kambodžani izgubili stik z lastno zemljo. Neuspeli namakalni projekti so spremenili vzorce pretoka vode, standardizacija kmetijstva z zagotovitvijo ene same vrste semena je izkoreninila več vrst riža, ločitev staršev in otrok v delovnih taboriščih pa je spremenila družinsko jedro in prekinila transgeneracijske prakse obdelovanja zemlje v kmerski kulturi in vlila občutek katastrofalne kulturne izgube.

#### Proizvajanje arhivskega materiala, odnos sveta do režima in obiski v izolirani državi
Jacques Derrida je pod vplivom Freudove teorije pisal, da dejavnost arhiviranja poganjata dva nasprotujoča si sili, gon smrti in gon po ohranitvi, slednja v povezavi s principom užitka. Rdeči Kmeri so posneli lastno uničenje narodne banke, narodno knjižnico so prepustili prašičem, neko srednjo šolo pa so preoblikovali v zapor S-21. Pol Pot je bil edini filmski zvezdnik, ki je ostal.
Prvo reportažo v Kambodži po padcu režima je posnel John Pilger, novinar časopisa The Daily Mirror. Pred tem je bila ta država v prezasičenem medijskem prostoru praktično ignorirana. Ta vakuum je vodil do negotovega vzdušja, kar je lahko napolnila le domišljija ali še pogosteje ideologija. Režim je bil seveda omenjen v levičarskih medijih. Podpirale so ga majhne, a zelo aktivne maostične skupine po svetu, ki so kanalizirale anti-ameriško čustvo, ki se je pojavilo med vietnamsko vojno. Strokovnjaki za jugovzhodno azijo, intelektualci, zgodovinarji ter novinarji, kot je Jean Lacouture, so podpirali navidez inovativno revolucijo. Med levičarskimi podporniki so bili Noam Chomsky, Alain Badiou, Malcolm Caldwell, George Hildebrand, Gareth Porter in Per Olov Enquist. V nasprotju s tem so zahod dosegli zaskrbljujoči dokazi o množičnih umorih, nastali na podlagi razkritij in pričevanj beguncev, ki datirajo že od prevzema oblasti, evakuacije Phnom Penha in dramatičnih dogodkov na francoskem veleposlaništvu v tednih, ki so sledili. Sydney Schanberg je bil eden prvih, ki so javnost opozorili na to, in sicer v časopisu The New York Times 9. maja 1975. Medtem je François Ponchaud, francoski katoliški duhovnik in misijonar v Kambodži, obtožil pokol v seriji člankov, ki so bili kasneje preoblikovani v knjigo. Ob vsem tem so do januarja 1979 manjkale vizualne potrditve. To je burilo domišljijo, zaradi česar sta George Hildebrand in Gareth Porter Schanbergu v času povečane občutljivosti do Izraela očitala, da je omogočil ameriški javnosti, da primerja evakuacijo Phnom Penha s pohodi smrti evropskih Judov.
Na vrhuncu čistk v kamboški komunistični partiji je bila v okviru kampanje za odprtje Demokratične Kampučije svetu marca 1978 v Kambodžo za dva tedna povabljena ekipa beograjske televizije s snemalcem Nikolo Vitorovićem, in sicer zaradi nepovezanosti s Kitajsko ali Sovjetsko zvezo. Posnela je prazne ulice Phnom Penha in delovna taborišča ter ostalo, kar so nastavili gostitelji, ki so hoteli potrditi svoje dosežke. Posnetki so z objavo 21. marca 1978 povzročili sumničenje, če že ne kar zavrnitve Rdečih Kmerov.
Poleti je prišel švedski maoist Gunnar Bergström, decembra pa ameriška novinarka Elizabeth Becker z Washington Post s snemalcem Richardom Dudmanom in profesor Malcolm Caldwell, goreč podpornik Rdečih Kmerov, ki je bil umorjen pred svojim odhodom, po privatnem srečanju s Pol Potom. Beckerjevo, ki v Kambodži ni bila prvič, je bolj zmotila odsotnost ljudi, kot pa propaganda.
Vietnamci so ob svojem prihodu snemali material za diskreditacijo režima, ki so ga vrgli z oblasti. Take posnetke je treba obravnavati previdno. Dokumentiranje odkritih taborišč in mrtvih na posteljah je bilo dokaj amatersko, pa tudi očitno načrtovano kljub poskusu prikaza spontanosti snemalcev. Vietnamski polkovnik Mai Lam, siva eminenca Muzeja Tuol Sleng, se je preselil v Phnom Penh januarja ali februarja 1979, da bi zbral dokaze za sojenje Pol Potu in Iengu Saryju, ki bi potekalo v odsotnosti avgusta 1979. Delal je s preživelim zapornikom Ung Pechom.

### Glinene figurice
Prikaz izdelave figuric je upor zoper poskus uničevanja, simbolizira izkop umrlih in negira Pol Potovega človeka iz železa, čistega instrumenta revolucije, oblikovanega z delom in ideologijo. S figuricami Panh govori o lastni usodi, vendar se z njimi poistovetimo, ker nimajo lastne identitete. Predstavljajo fizično usodo trpinčenih - lakoto, ponižanje, smrt in usmrtitev. Sitim in barvito oblečenim začnejo štrleti rebra. V maniri magičnega realizma mrtvi člani Panhove družine v iskanju svobode poletijo proti nočnemu nebu. Figurice ostanejo statične, vendar se zdijo v jukstapoziciji s posnetki živahnejše od posnetkov marljivih poljedelcev in brezizraznih pripadnikov komunistične partije, ki na političnem zborovanju ploskajo Pol Potu. Superimpozicija in jukstapozicija spremenita pomen starim posnetkom, z vstavitvijo figurice v star posnetek se prevprašuje avtentičnost slednjega. Občinstvo je kritično angažirano, ker zazna oba pomena. Igračke niso bile izdelane industrijsko in niso tesno povezane s travma pedagogiko, ampak bolj kažejo na možnost nadaljnega ustvarjanja po preživelem masakru. Po Sánchezu-Bioscu je učinek distanciranja, ki ga povzroči uporaba figuric dvojno destabilizirajoč, saj deaktivira realizem, hkrati pa zelo oteži empatijo. Izdelavo figuric opiše kot mešanico otroške izdelave igrač in božanskega stvarjenja Adama. Prvi je ustvarjen Panhov oče, s tem mu je povrnjeno življenje.

### Pripoved
Po teoriji Billa Nicholsa ta film spada med refleksivne dokumentarce. Ko filmu zmanjka besed, se posluži vizualnega, saj so besede začetek ideologije, ideologija pa je vir tiranije. Pripoved poganjajo tudi panoramski posnetki, večanje in manjšanje slike ter premiki kamere.
Valovi oslepljajo in utapljajo, osvobajajo in ogrožajo. Val se ponovi še štirikrat, kot rima, tudi na koncu filma. Seti izgubljenega veselega družinskega življenja kombinirajo toplino z brechtovskim distancirajočim učinkom, ki izhaja iz tišine glinenih figuric, katerih brezstrastni izrazi se spopadajo z ganljivimi pripovednimi zapleti. Ti seti spremljajo film, drugi vzdušje raztrgajo.
Panh v dioramo vstavi stroj, ki hrani starca in spominja na tistega, ki ga je predstavil Charlie Chaplin v filmu Moderni časi (1936). Tako se posmehuje ideji o napredku, ki jo širi vojak. Prikaže še fantazijo o lepi prihodnosti, ki jo nato uniči s kruto realnostjo.
Steven Spielberg je bitko na obali Omaha posnel na podlagi dokumentacije, ker ni bilo preživelih. Pri rekonstrukcijah obstaja nevarnost spektakla, pri katerem gledalec ne razmišlja in postopoma postane brezčuten. Panh ni kot Spielberg, ne rekonstruira dobesedno. S slikami reproducira podobe zatiralcev. Ni krvi in pohabljanja trupel. Panhova rekonstrukcija umora z vključitvijo tako usmrtiteljev kot usmrčenih zapolni vrzel v vietnamskih posnetkih centrov za pridržanje.
Ko pripovedovalec govori o tem, da mislimo, da posedujemo slike, ki jih vidimo, je uporabljen arhivski posnetek oborožene evakuacije ali aretacije moškega, ženske in dečka. Gledalec ne ve ničesar o njegovem viru in pomenu, Panh ga je uporabil še v dveh svojih dokumentarcih, vsakič v drugem kontekstu, s čimer morda želi povedati, kako zelo se da pri dokazovanju s posnetki manipulirati ali pa bi rad izgradil kanon. Upočasnitev posnetka le tega naredi neresničnega, grozečega in polnega slutnje.
Naslov pesmi "Cheveux noirs" ("Črni lasje") Jacquesa Préverta, ljube Panhovemu očetu, ima konotacijo seksualnosti, svobode, kamboških las in izgube. Označuje pripadnost Panha in njegovega očeta frankofonskemu okolju. Deluje z ostalimi detajli in aspekti filma, kot je Marderjeva glasba, in tako izzove prevladujoče razpoloženje melanholičnega hrepenenja. Mladi plesalci jitterbuga ponujajo ganljivo predstavo o svobodi, ki je morda nekoč obstajala in se morda vrne.
Pokop očeta z maminimi besedami je v Panhu vzburil domišljijo. Ljudi, ki so očeta pokopali v gozdu, je odel v belo, tradicionalno barvo žalovanja v jugovzhodni Aziji. Kot duhovi se v zamegljenem posnetku pomikajo v procesiji, ko se izostri, so zopet v črnih oblačilih. Namesto izgubljene slike Panh najde namišljeno. Ko mati umre, se prikažejo Panhove notranje podobe izgubljene družinske sreče.
Panhovo iskanje izgubljene slike kaže na to, da ga poganja občutek krivde, značilen za umetnika, ki je zapustil svojo domovino. Njegovi prsti se igrajo s filmskim trakom, kot da bi ga hoteli pognati. Ni povedano, kakšni filmi so na zarjavelih kolutih. Ni naključje, da je plesalka apsare kraljeva hči, vrtenje koluta s prsti je poskus spominjanja nekdanjega kulturnega miljeja z uporabo magije. Panh uporablja posrednike, pripovedovalca Douca, figurice in odlomke iz svojih drugih filmov. Kaže produkcijo tega in ostalih filmov. Njegovo pričevanje je del kolektivnega pričevanja. Pripovedovalec, ki ni Panh, prepreči popoln dostop do umetnikove travme. Na polju prikazani današnji otroci, ki se sprašujejo o svoji prihodnosti. Zraven njih v zamegljenem posnetku tava odrasli Panh v neuspešnem poskusu vzpostavljanja stika s svojim izgubljenim otroštvom.
Sánchez-Biosca nasprotuje rabi izraza travma v povezavi s filmom, v katerem je toliko posrednega - pripoved, scenografija, scenarij, montaža. Ko želi razumeti pomen naslova filma, se izgubi v džungli heterogenih podob, ker se pričakovana podoba ne pojavi in pušča retrospektivni občutek ogromne praznine. Ta zlom, ki ga občuti pripovedovalec in prenese na gledalca, je Panhov osebni odgovor na vprašanje nepredstavljivega kot opozorilo in domislica. Režiser pripoved o svojih bolečih izkušnjah neločljivo poveže s katastrofo, ki je opustošila njegovo državo. Manjkajoča slika ni izgubljena slika, saj nima dejanske oblike, ampak manjkajoča povezava, ki ostaja odsotna, zaradi česar potovanje povzroči neznansko stanje melanholije. Panh se izogiba realističnim podobam. Zavračanje analognih podob, uporaba animacije, kolaža in figuric kaže na iskanje zapletene in moraste slike.
Ponazoritev ponavljajočega se pogreba je prikaz nečesa, kar se upira temu, da bi bilo prikazano v podobah. To je po Freudu prisilno ponavljanje. Travma se ponavlja, to je v jedru gona smrti. Konec filmskega potovanja ni ta ponavljajoči se pokop, ampak butanje valov. Morje nakazuje na tesnobo in zadušitev. Oba dokazujeta, da se po ključni podobi hrepeni tako močno kot je obsojena na večno odsotnost.

### Primerjava z britanskim filmomPolja smrti(1984)
Polja smrti je klasična zgodba o zmagi prijateljstva nad nečloveškim režimom, ki zamolči trk kolonialnih in postkolonialnih sil, ki so privedle do vzpona Pol Pota. Želi si bita širša slika moderne tragedije, Slika, ki je ni pa nima te samozavesti in je tudi veliko bolj čist film, ki vsebuje več občutka obžalovanja in odsotnosti, kot gibanja ali tranzicije. Evakuacija je prikazana le z anesteziranimi črno-belimi posnetki, ki so kontrast živahnim ulicam pred revolucijo. Je bolj poetičen in se za razliko od drugega ne zanaša na kletvice in eksplozije, njegovi veliki efekti so jezik propagandnega stroja Rdečih Kmerov.
Oba filma vsebuje prikrito upanje, Polja smrti računa na to, da se bo organizacija Rdečih Kmerov izkazala za preveč kaotično, in bosta posredovali Tajska in Združeni narodi, Slika, ki je ni pa pričakuje, da se bodo spomini na trpljenje izkazali za bolj prepričljive od političnih skrbi. Oba tudi trpita za pomanjkanjem zgodovinskega konteksta, neločljivega od osebnih zgodb Ditha Prana in Panha, in v obeh ta glavna lika odkrijeta svoje poslanstvo. Oba filma pokažeta zmanipulirane otroke, ki tožarijo starše in smrtno stradanje otrok. Obema filmoma je tudi očitano, da vzdržujeta mit o brezčasnem družbenem redu, ko prikažeta Rdeče Kmere kot zlobno silo, ki se prikaže od nikoder, in ne povesta, da so imeli komunistični voditelji pred koncem kolonialnega obdobja francoske vladne štipendije, sam Pol Pot pa pred revolucijo povezavo s kraljevo palačo. Panhov film je boj proti globalizaciji, ki jo predstavlja Polja smrti s svojim blagajniškim izkupičkom.

### Primerjava z razstavo portretov zapornikov iz zapora S-21 v newyorški galeriji MoMA, etičnost javnega prikaza tuje smrti in zgodbe globalnega juga
Pogosto je izkoriščanje s strani institucij in muzejev skozi na videz altruistične projekte. Prikazi kamboškega avtogenocida so bili neiskreni, kazali so pomanjkljivo poznavanje zgodovine in so bili evrocentrični. Kambodžani imajo malo besede pri lastnem predstavljanju. Fotografije iz S-21 so dojemane kot kolonialni eksotični plen. Njihova postavitev v newyorški galeriji MoMA leta 1997 pod vodstvom kuratorke Susan Kismaric je ponudila sredstvo, s katerim so posamezniki lahko nadaljevali z videvanjem šoka in travme. Tovrstnemu razstavljanju na t.i. globalnem severu je očitan senzacionalizem, fetišizem, morbidnost in nezanimanje za travmatično kamboško preteklost. Take podobe lahko pritegnejo užitkov željno občinstvo, ki išče zgodovino, travme in genocid kot stranski produkt ameriške kreativne industrije. Pogled na zasebne dokumente, kot so domači filmi in videi, družinski posnetki in pisma, je neizogibno voajerističen. Ponuja nam užitek videti nekaj, kar nam ni bilo namenjeno videti in to ima morda etično ceno. Razprave o fotografskem spominu na neki ravni postanejo razprave o kulturni praksi, o strategijah, s katerimi se fotografije izdelujejo in zbirajo, obdržijo in shranijo, reciklirajo in pozabijo. Cirkulacija portretov zapornikov kaže tudi na prevlado interpretacije Rdečih Kmerov, ki so te fotografije posneli.
Filmska 90-ta leta so bila obsedena s smrtjo. V to obdobje sodijo šokumentarec The Traces of Death (1993), ruski nekrorealizem med perestrojko, mehiška gotika del Torovega filma Cronos (1993) in gotska obsedenost grozljivih in hudičevih podzemnih svetov Tima Burtona. Vse to je imelo morda vpliv na idejo o razstavi v MoMA. Izpostavljenost del ljudi, kot je Rithy Panh, pripomore k bolj enakovredni obravnavi genocida, ki jo zahodnjaške institucije diktirajo po svoje, ker nimajo dostopa do zgodovinskih dokazov. Panhov film bolj služi spominjanju, kot predstavljanju, ter se želi izogniti banaliziranju grozot in morbidnemu. Neznosno naredi znosno. Uspe se izogniti senzacionalizmu »prave« fotografije smrti.
Panh ima kot Kambodžan dovoljenje za izražanje svoje kulturne pripadnosti in njegovo delo je notranji pogled, ki presega osebno izpoved in postane kolektivno pričevanje. Tudi ko se na globalnem severu trži kot dokumentarec o eni izkušnji z globalnega juga, gledalci lahko kamboški subjekt sprva vidijo kot »drugega«, sčasoma pa se lahko poistovetijo s figuricami kot metaforo človeške izkušnje in jih morda povežejo s svojimi lastnimi izkušnjami. Potem ko je bil film Slika, ki je ni nagrajen v Cannesu in bil nominiran za tujezičnega oskarja, je bilo njegovo pričevanje, čeprav pozitivno in komemorativno, poblagovljeno, kar je ustvarilo otipljiv paradoks ravnanja s takim materialom. Skupaj s svojo distribucijo v krogih zahodnih mednarodnih filmskih festivalov je uspel zaobiti vprašanje »drugega«, vendar še vedno deluje kot blago.

## Festivali, nagrade in nominacije
- 66. filmski festival v Cannesu (2013) - zmaga v kategoriji Un Certain Regard[104][13]
- 26. Evropske filmske nagrade (Evropska filmska akademija, 2013) - nominacija v kategoriji dokumentarnih filmov[105]
- 86. podelitev oskarjev (Ameriška filmska akademija, 2014) - nominacija v kategoriji tujejezičnih filmov[106][h]
- 16. Festival dokumentarnega filma (Cankarjev dom, 2014) - tekmovalna sekcija[108]
- 41. podelitev nagrad César (Francoska filmska akademija, 2016) - nominacija v kategoriji dokumentarnih filmov[109]